# Phyllopteryx
Phyllopteryx is een monotypisch geslacht van straalvinnige vissen uit de familie van zeenaalden en zeepaardjes (Syngnathidae).

## Soort
- Phyllopteryx taeniolatus Lacepède, 1804 – Wiervis